# West Greenwich
West Greenwich ist ein Ort im Kent County in Rhode Island in den Vereinigten Staaten mit 6528 Einwohnern (Stand 2020). West Greenwich wurde nach Greenwich in Kent in England benannt.
Im Jahr 1741 wurde West Greenwich von East Greenwich getrennt und als separate Stadt ausgewiesen.

## Geographie
Nach dem United States Census Bureau hat der Ort eine Gesamtfläche von 132,9 km², wovon 131,1 km² Land und 1,8 km² (1,34 % der Gesamtfläche) Wasser sind.  Providence, die Hauptstadt des US-Bundesstaates Rhode Island, liegt ca. 40 km nordöstlich und ist über die Interstate 95 erreichbar.